# Luis Andrés Esteva Melchor
Luis Andrés Esteva Melchor (Originario de Oaxaca) es un político mexicano, miembro del Partido Acción Nacional. Ha sido diputado federal y delegado de la Procuraduría Federal del Consumidor en Oaxaca. Actualmente integra la Comisión Nacional de Elecciones del Partido Acción Nacional.
Ha sido diputado federal en la LVI Legislatura de 1994 a 1997, y la LIX Legislatura de 2003 a 2006. También fue regidor del H. Ayuntamiento Constitucional de Oaxaca de Juárez, Oaxaca de 1981 a 1983.
Además ha sido Presidente del PAN en Oaxaca de 1999 a 2002.
- Datos: Q5982776